# Peyrieu
Peyrieu ist eine französische Gemeinde im Département Ain in der Region Auvergne-Rhône-Alpes. Sie gehört zum Kanton Belley im Arrondissement Belley.

## Geografie
Peyrieu liegt unmittelbar westlich der Rhône, die dort von Norden nach Süden fließt, und grenzt im Norden an Brens, im Osten an La Balme, im Süden und Südwesten an Murs-et-Gélignieux, im Südwesten an Izieu, im Westen an Prémeyzel und im Nordwesten an Arboys en Bugey.

## Geschichte
Das Schloss von Peyrieu wurde 1914 während des Ersten Weltkriegs von der US-amerikanischen Unternehmergattin (Standard Oil) und Philanthropin Grace Whitney-Hoff als Wohnheim für Kriegswitwen eingerichtet. 2009 war es Drehort für den Film Le dernier pour la route.

## Bevölkerungsentwicklung

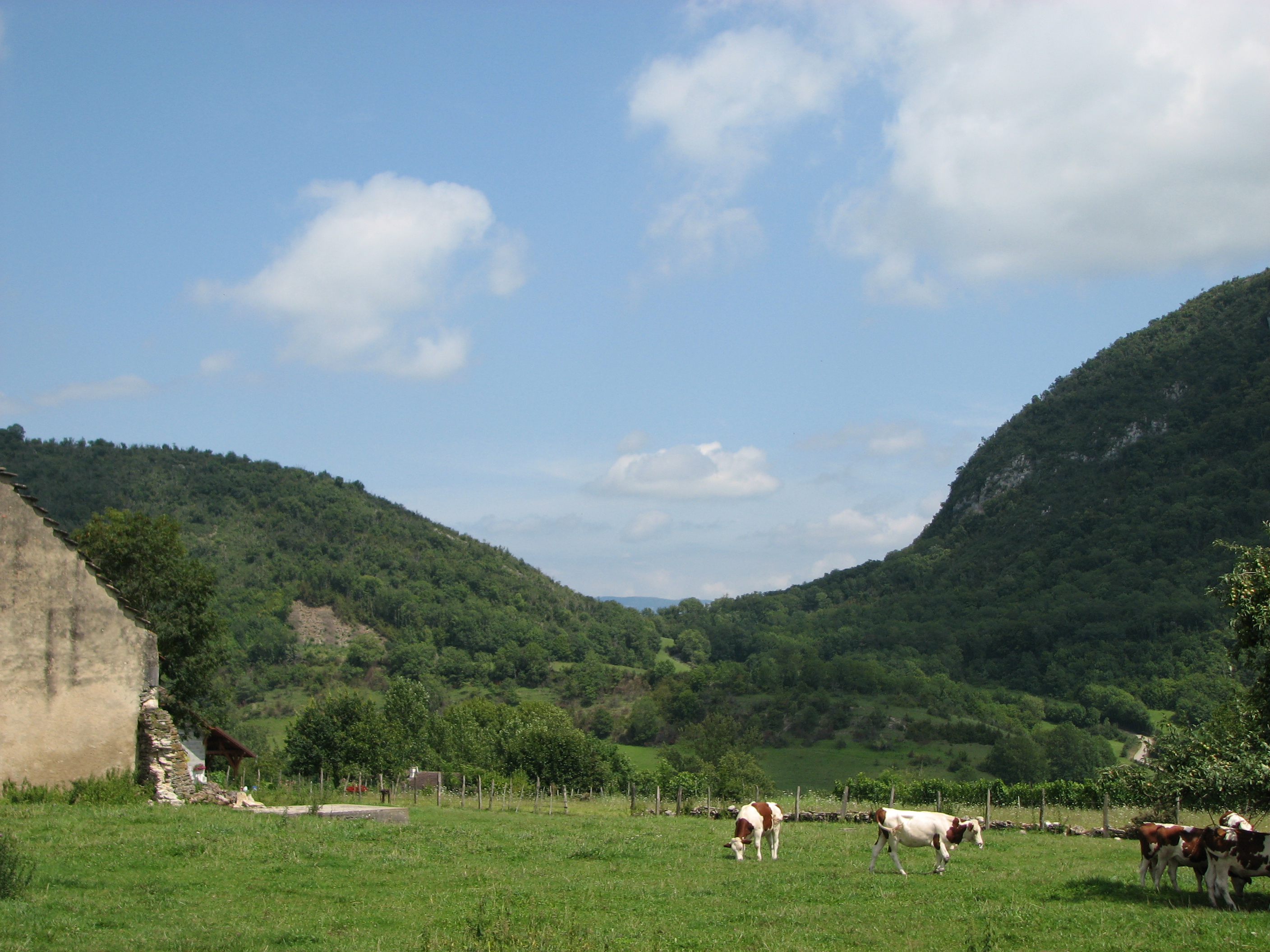
Pass Col de Prémeyzel

| Jahr                       | 1962 | 1968 | 1975 | 1982 | 1990 | 1999 | 2008 | 2014 |
| -------------------------- | ---- | ---- | ---- | ---- | ---- | ---- | ---- | ---- |
| Einwohner                  | 570  | 574  | 541  | 558  | 560  | 646  | 791  | 838  |
| Quellen: Cassini und INSEE |      |      |      |      |      |      |      |      |

## Wirtschaft
Peyrieu enthält zugelassene Rebflächen für den Vin du Bugey.

## Persönlichkeiten
- Claude Dallemagne (1754–1813), Divisionsgeneral